# Etlio
Etlio (in greco antico: Ἀέθλιος?, Aéthlios) è un personaggio della mitologia greca. Fu re di Elis.

## Genealogia
Figlio di Zeus e di Protogenia, oppure di Eolo e di Calice (che in questo caso non sarebbe sua moglie), sposò Calice che lo rese padre di Endimione.

## Mitologia
Lasciò la terra degli Eoli in Tessaglia e fondò la sua città (Elea) di cui divenne re e secondo Eusebio di Cesarea utilizzava un sistema di gare come le Olimpiadi per sfidare i suoi figli ed il termine stesso "atleta" discende dal suo stesso nome (Ἀέθλιος).

### Ascendenze diverse
Pausania scrive che esisteva anche una minoranza che sosteneva che Etlio fosse figlio di Eolo e non di Zeus ed Esiodo aggiunge che la madre fosse Calice (non Protogenia quindi) e completando la divergenza aggiungendo che Eolo avesse ricevuto il bambino da Zeus "per essere custode della morte per se stesso quando era pronto a morire".